# Dasineura ingeris
Dasineura ingeris is een muggensoort uit de familie van de galmuggen (Cecidomyiidae). De wetenschappelijke naam van de soort is voor het eerst geldig gepubliceerd in 1995 door Sylvén & Lovgren.